# Seznam olympijských medailistů v kanoistice – zrušené rychlostní disciplíny

## Zrušené disciplíny

### C1 200 metrů
| Rok      | Zlato                        | Stříbro                                 | Bronz                             |
| LOH 2012 | Jurij Čeban · Ukrajina (UKR) | Jevgenij Šuklin · Litva (LTU)           | Ivan Štyl · Rusko (RUS)           |
| LOH 2016 | Jurij Čeban · Ukrajina (UKR) | Valentin Demjanenko · Ázerbájdžán (AZE) | Isaquias Queiroz · Brazílie (BRA) |
| LOH 2020 | nebyl na programu LOH        | nebyl na programu LOH                   | nebyl na programu LOH             |

### C1 500 metrů
| Rok      | Zlato                                                | Stříbro                                 | Bronz                                                |
| LOH 1976 | Alexandr Rogov · Sovětský svaz (URS)                 | John Wood · Kanada (CAN)                | Matija Ljubek · Jugoslávie (YUG)                     |
| LOH 1980 | Serhij Postrjechin · Sovětský svaz (URS)             | Ljubomir Ljubenov · Bulharsko (BUL)     | Olaf Heukrodt · Německá demokratická republika (GDR) |
| LOH 1984 | Larry Cain · Kanada (CAN)                            | Henning Lynge Jakobsen · Dánsko (DEN)   | Costicǎ Olaru · Rumunsko (ROU)                       |
| LOH 1988 | Olaf Heukrodt · Německá demokratická republika (GDR) | Michał Śliwiński · Sovětský svaz (URS)  | Martin Marinov · Bulharsko (BUL)                     |
| LOH 1992 | Nikolaj Buchalov · Bulharsko (BUL)                   | Michał Śliwiński · Sjednocený tým (EUN) | Olaf Heukrodt · Německo (GER)                        |
| LOH 1996 | Martin Doktor · Česko (CZE)                          | Slavomír Kňazovický · Slovensko (SVK)   | Imre Pulai · Maďarsko (HUN)                          |
| LOH 2000 | György Kolonics · Maďarsko (HUN)                     | Maxim Opalev · Rusko (RUS)              | Andreas Dittmer · Německo (GER)                      |
| LOH 2004 | Andreas Dittmer · Německo (GER)                      | David Cal · Španělsko (ESP)             | Maxim Opalev · Rusko (RUS)                           |
| LOH 2008 | Maxim Opalev · Rusko (RUS)                           | David Cal · Španělsko (ESP)             | Jurij Čeban · Ukrajina (UKR)                         |

### C2 500 metrů
| Rok      | Zlato                                                          | Stříbro                                                | Bronz                                                 |
| LOH 1976 | Sovětský svaz (URS) · Serhij Petrenko · Alexandr Vinogradov    | Polsko (POL) · Andrzej Gronowicz · Jerzy Opara         | Maďarsko (HUN) · Tamás Buday · Oszkár Frey            |
| LOH 1980 | Maďarsko (HUN) · László Foltán · István Vaskuti                | Rumunsko (ROU) · Ivan Patzaichin · Petre Capusta       | Bulharsko (BUL) · Borislav Ananiev · Nikolaj Ilkov    |
| LOH 1984 | Jugoslávie (YUG) · Matija Ljubek · Mirko Nišović               | Rumunsko (ROU) · Ivan Patzaichin · Toma Simionov       | Španělsko (ESP) · Enrique Míguez · Narcisco Suárez    |
| LOH 1988 | Sovětský svaz (URS) · Viktor Renejskij · Nicolae Juravschi     | Polsko (POL) · Marek Dopierała · Marek Łbik            | Francie (FRA) · Philippe Renaud · Joël Bettin         |
| LOH 1992 | Sjednocený tým (EUN) · Dmitrij Dovgaljonok · Alexandr Masejkov | Německo (GER) · Ulrich Papke · Ingo Spelly             | Bulharsko (BUL) · Martin Marinov · Blagovest Stojanov |
| LOH 1996 | Maďarsko (HUN) · György Kolonics · Csaba Horváth               | Moldavsko (MDA) · Viktor Renejskij · Nicolae Juravschi | Rumunsko (ROU) · Grigore Obreja · Gheorghe Andriev    |
| LOH 2000 | Maďarsko (HUN) · Ferenc Novák · Imre Pulai                     | Polsko (POL) · Daniel Jędraszko · Paweł Baraszkiewicz  | Rumunsko (ROU) · Mitică Pricop · Florin Popescu       |
| LOH 2004 | Čína (CHN) · Meng Kuan-liang · Jang Wen-ťün                    | Kuba (CUB) · Ibrahim Rojas · Ledis Balceiro            | Rusko (RUS) · Alexandr Kostoglod · Alexandr Kovaljov  |
| LOH 2008 | Čína (CHN) · Meng Kuan-liang · Jang Wen-ťün                    | Rusko (RUS) · Sergej Ulegin · Alexandr Kostoglod       | Německo (GER) · Christian Gille · Thomasz Wylenzek    |

### C1 10 000 metrů
| Rok      | Zlato                                       | Stříbro                                     | Bronz                                   |
| LOH 1948 | František Čapek · Československo (TCH)      | Frank Havens · Spojené státy americké (USA) | Norman Lane · Kanada (CAN)              |
| LOH 1952 | Frank Havens · Spojené státy americké (USA) | Gábor Novák · Maďarsko (HUN)                | Alfréd Jindra · Československo (TCH)    |
| LOH 1956 | Leon Rotman · Rumunsko (ROU)                | János Parti · Maďarsko (HUN)                | Gennadij Bucharin · Sovětský svaz (URS) |

### C2 10 000 metrů
| Rok      | Zlato                                                            | Stříbro                                          | Bronz                                             |
| LOH 1936 | Československo (TCH) · Václav Mottl · Zdeněk Škrland             | Kanada (CAN) · Frank Saker · Harvey Charters     | Rakousko (AUT) · Rupert Weinstabl · Karl Proisl   |
| LOH 1948 | Spojené státy americké (USA) · Steven Lysak · Stephen Macknowski | Československo (TCH) · Václav Havel · Jiří Pecka | Francie (FRA) · Georges Dransart · Georges Gandil |
| LOH 1952 | Francie (FRA) · Georges Turlier · Jean Laudet                    | Kanada (CAN) · Kenneth Lane · Donald Hawgood     | Německo (GER) · Egon Drews · Wilfried Soltau      |
| LOH 1956 | Sovětský svaz (URS) · Pavel Charin · Gracian Botěv               | Francie (FRA) · Georges Dransart · Marcel Renaud | Maďarsko (HUN) · Imre Farkas · József Hunics      |

### K1 500 metrů
| Rok      | Zlato                                     | Stříbro                                               | Bronz                                               |
| LOH 1976 | Vasile Dîba · Rumunsko (ROU)              | Zoltán Sztanity · Maďarsko (HUN)                      | Rüdiger Helm · Německá demokratická republika (GDR) |
| LOH 1980 | Vladimir Parfenovič · Sovětský svaz (URS) | John Sumegi · Austrálie (AUS)                         | Vasile Dîba · Rumunsko (ROU)                        |
| LOH 1984 | Ian Ferguson · Nový Zéland (NZL)          | Lars-Erik Moberg · Švédsko (SWE)                      | Bernard Brégeon · Francie (FRA)                     |
| LOH 1988 | Zsolt Gyulay · Maďarsko (HUN)             | Andreas Stähle · Německá demokratická republika (GDR) | Paul MacDonald · Nový Zéland (NZL)                  |
| LOH 1992 | Mikko Kolehmainen · Finsko (FIN)          | Zsolt Gyulay · Maďarsko (HUN)                         | Knut Holmann · Norsko (NOR)                         |
| LOH 1996 | Antonio Rossi · Itálie (ITA)              | Knut Holmann · Norsko (NOR)                           | Piotr Markiewicz · Polsko (POL)                     |
| LOH 2000 | Knut Holmann · Norsko (NOR)               | Petar Merkov · Bulharsko (BUL)                        | Michael Kolganov · Izrael (ISR)                     |
| LOH 2004 | Adam van Koeverden · Kanada (CAN)         | Nathan Baggaley · Austrálie (AUS)                     | Ian Wynne · Velká Británie (GBR)                    |
| LOH 2008 | Ken Wallace · Austrálie (AUS)             | Adam van Koeverden · Kanada (CAN)                     | Tim Brabants · Velká Británie (GBR)                 |

### K2 200 metrů
| Rok      | Zlato                                             | Stříbro                                              | Bronz                                              |
| LOH 2012 | Rusko (RUS) · Jurij Postrigaj · Alexandr Djačenko | Bělorusko (BLR) · Raman Pjatrušenka · Vadzim Machneŭ | Velká Británie (GBR) · Liam Heath · Jon Schofield  |
| LOH 2016 | Španělsko (ESP) · Saúl Craviotto · Cristian Toro  | Velká Británie (GBR) · Liam Heath · Jon Schofield    | Litva (LTU) · Aurimas Lankas · Edvinas Ramanauskas |
| LOH 2020 | nebyl na programu LOH                             | nebyl na programu LOH                                | nebyl na programu LOH                              |

### K2 500 metrů
| Rok      | Zlato                                                                   | Stříbro                                                      | Bronz                                                                |
| LOH 1976 | Německá demokratická republika (GDR) · Joachim Mattern · Bernd Olbricht | Sovětský svaz (URS) · Serhij Nahornyj · Vladimir Romanovskij | Rumunsko (ROU) · Larion Serghei · Policarp Malîhin                   |
| LOH 1980 | Sovětský svaz (URS) · Vladimir Parfenovič · Sergej Čuchraj              | Španělsko (ESP) · Herminio Menéndez · Guillermo del Riego    | Německá demokratická republika (GDR) · Rüdiger Helm · Bernd Olbricht |
| LOH 1984 | Nový Zéland (NZL) · Ian Ferguson · Paul MacDonald                       | Švédsko (SWE) · Per-Inge Bengtsson · Lars-Erik Moberg        | Kanada (CAN) · Hugh Fisher · Alwyn Morris                            |
| LOH 1988 | Nový Zéland (NZL) · Ian Ferguson · Paul MacDonald                       | Sovětský svaz (URS) · Ihor Nahajev · Viktor Denisov          | Maďarsko (HUN) · Attila Ábrahám · Ferenc Csipes                      |
| LOH 1992 | Německo (GER) · Kay Bluhm · Torsten Gutsche                             | Polsko (POL) · Maciej Freimut · Wojciech Kurpiewski          | Itálie (ITA) · Bruno Dreossi · Antonio Rossi                         |
| LOH 1996 | Německo (GER) · Kay Bluhm · Torsten Gutsche                             | Itálie (ITA) · Beniamino Bonomi · Daniele Scarpa             | Austrálie (AUS) · Andrew Trim · Daniel Collins                       |
| LOH 2000 | Maďarsko (HUN) · Zoltán Kammerer · Botond Storcz                        | Austrálie (AUS) · Andrew Trim · Daniel Collins               | Německo (GER) · Ronald Rauhe · Tim Wieskötter                        |
| LOH 2004 | Německo (GER) · Ronald Rauhe · Tim Wieskötter                           | Austrálie (AUS) · Clint Robinson · Nathan Baggaley           | Bělorusko (BLR) · Raman Pjatrušenka · Vadzim Machneŭ                 |
| LOH 2008 | Španělsko (ESP) · Saúl Craviotto · Carlos Pérez                         | Německo (GER) · Ronald Rauhe · Tim Wieskötter                | Bělorusko (BLR) · Raman Pjatrušenka · Vadzim Machneŭ                 |

### K1 10 000 metrů
| Rok      | Zlato                             | Stříbro                             | Bronz                                            |
| LOH 1936 | Ernst Krebs · Německo (GER)       | Fritz Landertinger · Rakousko (AUT) | Ernest Riedel · Spojené státy americké (USA)     |
| LOH 1948 | Gert Fredriksson · Švédsko (SWE)  | Kurt Wires · Finsko (FIN)           | Eivind Skabo · Norsko (NOR)                      |
| LOH 1952 | Thorvald Strömberg · Finsko (FIN) | Gert Fredriksson · Švédsko (SWE)    | Michael Scheuer · Německo (GER)                  |
| LOH 1956 | Gert Fredriksson · Švédsko (SWE)  | Ferenc Hatlaczky · Maďarsko (HUN)   | Michael Scheuer · Tým sjednoceného Německa (EUA) |

### K4 1000 metrů
| Rok      | Zlato                                                                                                | Stříbro                                                                                                   | Bronz |
| LOH 1964 | Sovětský svaz (URS) · Nikolaj Čužikov · Anatolij Grišin · Vjačeslav Ionov · Vladimir Morozov         | Tým sjednoceného Německa (EUA) · Günther Perleberg · Bernhard Schulze · Friedhelm Wentzke · Holger Zander | Rumunsko (ROU) · Simion Cuciuc · Atanase Sciotnic · Mihai Ţurcaş · Aurel Vernescu                            |
| LOH 1968 | Norsko (NOR) · Steinar Amundsen · Tore Berger · Egil Søby · Jan Johansen                             | Rumunsko (ROU) · Anton Calenic · Haralambie Ivanov · Dimitrie Ivanov · Mihai Ţurcaş                       | Maďarsko (HUN) · Csaba Giczy · Imre Szöllősi · István Timár · István Csizmadia                               |
| LOH 1972 | Sovětský svaz (URS) · Jurij Filatov · Jurij Stěcenko · Vladimir Morozov · Valerij Diděnko            | Rumunsko (ROU) · Aurel Vernescu · Mihai Zafiu · Roman Vartolomeu · Atanase Sciotnic                       | Norsko (NOR) · Egil Søby · Steinar Amundsen · Tore Berger · Jan Johansen                                     |
| LOH 1976 | Sovětský svaz (URS) · Serhij Čuchraj · Alexandr Děgťarjov · Jurij Filatov · Vladimir Morozov         | Španělsko (ESP) · José María Esteban · José Ramón López · Herminio Menéndez · Luis Gregorio Ramos         | Německá demokratická republika (GDR) · Frank-Peter Bischof · Bernd Duvigneau · Rüdiger Helm · Jürgen Lehnert |
| LOH 1980 | Německá demokratická republika (GDR) · Rüdiger Helm · Bernd Olbricht · Harald Marg · Bernd Duvigneau | Rumunsko (ROU) · Mihai Zafiu · Vasile Dîba · Ion Geantă · Nicuşor Eşanu                                   | Bulharsko (BUL) · Borislav Borisov · Božidar Milenkov · Lazar Christov · Ivan Manev                          |
| LOH 1984 | Nový Zéland (NZL) · Grant Bramwell · Ian Ferguson · Paul MacDonald · Alan Thompson                   | Švédsko (SWE) · Per-Inge Bengtsson · Tommy Karls · Lars-Erik Moberg · Thomas Ohlsson                      | Francie (FRA) · François Barouh · Philippe Boccara · Pascal Boucherit · Didier Vavasseur                     |
| LOH 1988 | Maďarsko (HUN) · Zsolt Gyulay · Ferenc Csipes · Sándor Hódosi · Attila Ábrahám                       | Sovětský svaz (URS) · Olexandr Motuzenko · Serhij Kirsanov · Ihor Nahajev · Viktor Denisov                | Německá demokratická republika (GDR) · Kay Bluhm · André Wohllebe · Andreas Stähle · Hans-Jörg Bliesener     |
| LOH 1992 | Německo (GER) · Mario von Appen · Oliver Kegel · Thomas Reineck · André Wohllebe                     | Maďarsko (HUN) · Ferenc Csipes · Zsolt Gyulay · Attila Ábrahám · László Fidel                             | Austrálie (AUS) · Ramon Andersson · Kelvin Graham · Ian Rowling · Steven Wood                                |
| LOH 1996 | Německo (GER) · Thomas Reineck · Olaf Winter · Detlef Hofmann · Mark Zabel                           | Maďarsko (HUN) · András Rajna · Gábor Horváth · Ferenc Csipes · Attila Adrovicz                           | Rusko (RUS) · Oleg Gorobij · Sergej Verlin · Georgij Cybulnikov · Anatolij Tiščenko                          |
| LOH 2000 | Maďarsko (HUN) · Ákos Vereckei · Gábor Horváth · Zoltán Kammerer · Botond Storcz                     | Německo (GER) · Jan Schäfer · Mark Zabel · Björn Bach · Stefan Ulm                                        | Polsko (POL) · Grzegorz Kotowicz · Adam Seroczyński · Dariusz Białkowski · Marek Witkowski                   |
| LOH 2004 | Maďarsko (HUN) · Zoltán Kammerer · Botond Storcz · Ákos Vereckei · Gábor Horváth                     | Německo (GER) · Andreas Ihle · Mark Zabel · Björn Bach · Stefan Ulm                                       | Slovensko (SVK) · Richard Riszdorfer · Michal Riszdorfer · Erik Vlček · Juraj Bača                           |
| LOH 2008 | Bělorusko (BLR) · Raman Pjatrušenka · Aljaxej Abalmasaŭ · Artur Litvinčuk · Vadzim Machneŭ           | Slovensko (SVK) · Richard Riszdorfer · Michal Riszdorfer · Erik Vlček · Juraj Tarr                        | Německo (GER) · Lutz Altepost · Norman Bröckl · Torsten Eckbrett · Björn Goldschmidt                         |
| LOH 2012 | Austrálie (AUS) · Tate Smith · David Smith · Murray Stewart · Jacob Clear                            | Maďarsko (HUN) · Zoltán Kammerer · Dávid Tóth · Tamás Kulifai · Dániel Pauman                             | Česko (CZE) · Daniel Havel · Lukáš Trefil · Josef Dostál · Jan Štěrba                                        |
| LOH 2016 | Německo (GER) · Max Rendschmidt · Tom Liebscher · Max Hoff · Marcus Gross                            | Slovensko (SVK) · Denis Myšák · Erik Vlček · Juraj Tarr · Tibor Linka                                     | Česko (CZE) · Daniel Havel · Lukáš Trefil · Josef Dostál · Jan Štěrba                                        |
| LOH 2020 | nebyl na programu LOH                                                                                | nebyl na programu LOH                                                                                     | nebyl na programu LOH                                                                                        |

### K1 4×500 metrů
| Rok      | Zlato                                                                                               | Stříbro                                                                          | Bronz                                                                      |
| LOH 1960 | Tým sjednoceného Německa (EUA) · Dieter Krause · Günther Perleberg · Paul Lange · Friedhelm Wentzke | Maďarsko (HUN) · Imre Szöllősi · Imre Kemecsey · András Szente · György Mészáros | Dánsko (DEN) · Erik Hansen · Helmuth Sørensen · Arne Høyer · Erling Jessen |

### K2 10 000 metrů
| Rok      | Zlato                                              | Stříbro                                                       | Bronz                                           |
| LOH 1936 | Německo (GER) · Paul Wevers · Ludwig Landen        | Rakousko (AUT) · Viktor Kalisch · Karl Steinhuber             | Švédsko (SWE) · Tage Fahlborg · Helge Larsson   |
| LOH 1948 | Švédsko (SWE) · Gunnar Åkerlund · Hans Wetterström | Norsko (NOR) · Ivar Mathisen · Knut Østby                     | Finsko (FIN) · Thor Axelsson · Nils Björklöf    |
| LOH 1952 | Finsko (FIN) · Kurt Wires · Yrjö Hietanen          | Švédsko (SWE) · Gunnar Åkerlund · Hans Wetterström            | Maďarsko (HUN) · Ferenc Varga · József Gurovits |
| LOH 1956 | Maďarsko (HUN) · János Urányi · László Fábián      | Tým sjednoceného Německa (EUA) · Fritz Briel · Theodor Kleine | Austrálie (AUS) · Dennis Green · Walter Brown   |

### Skládací K1 10 000 metrů
| Rok      | Zlato                             | Stříbro                         | Bronz                         |
| LOH 1936 | Gregor Hradetzky · Rakousko (AUT) | Henri Eberhardt · Francie (FRA) | Xaver Hörmann · Německo (GER) |

### Skládací K2 10 000 metrů
| Rok      | Zlato                                           | Stříbro                                    | Bronz                                            |
| LOH 1936 | Švédsko (SWE) · Sven Johansson · Erik Bladström | Německo (GER) · Willi Horn · Erich Hanisch | Nizozemsko (NED) · Piet Wijdekop · Cees Wijdekop |